# Dottrina del containment

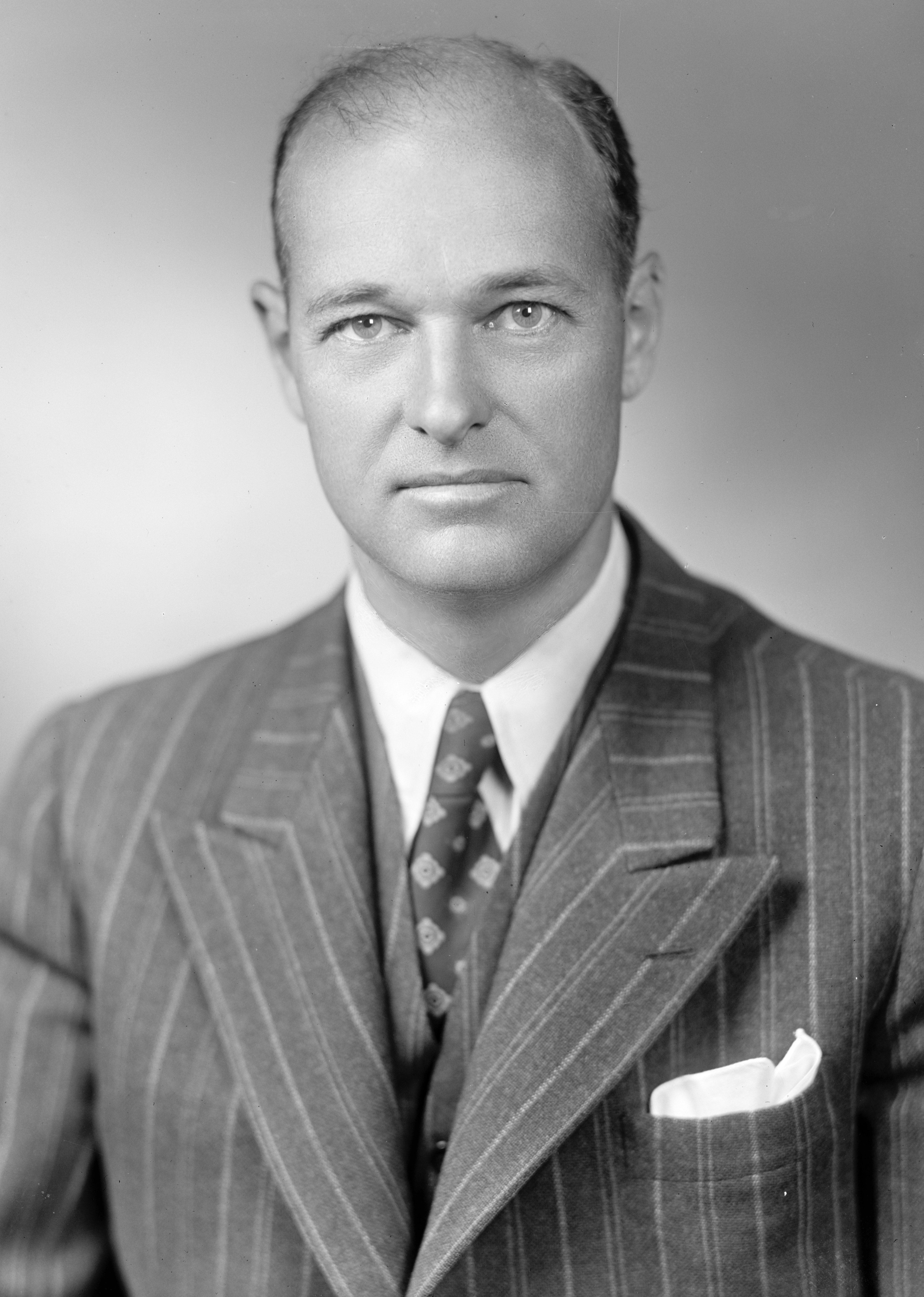
George Frost Kennan

Con la dottrina del containment (lett. "contenimento"; anche nota come politica del containment) ci si riferisce alla strategia di politica estera degli Stati Uniti adottata nei primi anni della guerra fredda con la quale si cercava di arginare il cosiddetto "effetto domino", determinato da un progressivo slittamento di paesi che, su scala regionale, transitavano politicamente verso forme di comunismo sovietico, piuttosto che verso il capitalismo e la liberaldemocrazia di stampo europeo occidentale, tipiche dei paesi occidentali sostenuti da Washington. Tra i maggiori sostenitori del contenimento vi fu il diplomatico George Frost Kennan. 

## Panoramica
Il concetto di contenimento nasce dall'idea che l'isolamento porta alla stagnazione. Inizialmente il contenimento era seguito come tattica, piuttosto che come strategia o politica. Portare un assedio passivo a un castello dove risiedeva un signore potente, e tagliare le linee di rifornimento, era una forma di contenimento. Ciò rendeva il signore indifeso, e la sua abilità tattica era limitata solo ai pochi soldati sotto il suo comando diretto. Un altro modo di massimizzare il danno dovuto al contenimento era, dopo aver creato una situazione di relativo isolamento, di sovvertire il nemico. In pratica ciò si ottiene usando spionaggio e sabotaggio. Il risultato previsto è che, a causa dell'isolamento, qualsiasi sovversione introdotta avrà un alto costo e richiederà molto tempo per essere rettificata se lasciata a sé stessa, o consumerà risorse (in particolare in forma di misure di sicurezza) per evitarla, e ciò serve allo scopo di mantenere un vantaggio strategico. Gli Stati Uniti e i loro alleati speravano che il contenimento avrebbe alla fine causato il crollo dell'Unione Sovietica e dei suoi Stati satellite.

## Storia
La politica del contenimento venne delineata per la prima volta da George F. Kennan nel suo famoso lungo telegramma. Kennan stava dirigendo l’ambasciata di Mosca, in quel momento priva di ambasciatore, quando il Dipartimento inviò una richiesta di analisi interpretativa dei recenti discorsi "elettorali" di Stalin, con accento sul discorso di Stalin del 9 febbraio 1946 che aveva creato preoccupazione all’interno del Dipartimento di Stato. Venne quindi resa pubblica nel 1947 in un suo articolo anonimo su Foreign Affairs, intitolato "The Sources of Soviet Conduct" (Le fonti della condotta sovietica), e meglio noto come l'Articolo firmato «X».
Kennan sosteneva che lo scopo primario degli USA doveva essere di impedire la diffusione del comunismo nelle nazioni non comuniste; ovvero di "contenere" il comunismo all'interno dei suoi confini. La dottrina Truman mirava a questo obiettivo, e il contenimento fu uno dei suoi principi cardine. Questo portò al supporto statunitense a regimi in tutto il mondo che bloccassero la diffusione del comunismo. L'epitome del contenimento potrebbe essere stata la teoria del domino, che sosteneva che permettere a uno Stato di cedere al comunismo avrebbe minacciato l'intera regione, in modo simile a una serie di pezzi del domino che cadono. Dopo la guerra del Vietnam, Kennan asserì che la sua idea era stata male interpretata, e che non aveva mai sostenuto l'intervento militare, ma solo il sostegno economico (la cosiddetta dottrina Eisenhower).
Il contenimento divenne l'obiettivo primario della politica di sicurezza nazionale statunitense con l'NSC 20/4, approvato dal presidente Truman nel novembre 1948. Questo documento asseriva che l'URSS era motivata dalla sua ideologia a espandere la sua influenza in tutto il mondo, e sosteneva che questa espansione degli interessi era nemica della sicurezza nazionale degli USA. Il containment è stato riconosciuto come la prima e complessiva dichiarazione di politica di sicurezza nazionale degli USA del dopoguerra.
La prima esplosione di un'arma nucleare sovietica nel 1949 spinse il National Security Council a formulare una dottrina di sicurezza rivista. Completata il 7 aprile 1950, divenne nota come NSC 68. Questa nuova dottrina riaffermava la minaccia dichiarata nell'NSC 20/4, ma sottolineava che era ancor più imminente di quanto si ritenesse in precedenza.

### Origini
Sviluppata durante l'epoca di Stalin, la politica del contenimento derivava dal credo che il comunismo in generale, e il sistema sovietico in particolare, richiedessero la stabilità di un'economia globale a controllo statale. In caso contrario i paesi capitalisti avrebbero potuto continuare ad ammassare e allocare capitale, compresa la capacità militare capitalista, con un'efficienza che non poteva essere pareggiata dal mondo comunista. Nel 1968 la dottrina Brežnev era stata descritta come motivazione per l'intervento sovietico e per l'espansionismo. Questa dottrina era una motivazione per l'espansionismo, sostenendo che ogni partito comunista satellite era responsabile non solo per il suo popolo, ma anche per tutti i paesi socialisti, e per l'intero movimento comunista. Una volta che un paese entrava nell'orbita comunista, non gli sarebbe più stato permesso di lasciarla.
In altre parole, l'espansionismo sovietico era come un cricco - "una volta dentro, non si esce". Il coinvolgimento sovietico nei movimenti politici del terzo mondo - reale o inventato - divenne lo strumento con cui veniva praticata la graduale espansione sovietica, evitando al tempo stesso l'escalation nel confronto nucleare con gli USA. Si aprì un'epoca in cui vennero combattute "guerre per procura" nelle nazioni in via di sviluppo, in particolare in Africa, Asia, America centrale e Sud America.
Tutti i presidenti americani dopo Truman, sia Repubblicani sia Democratici, sottoscrissero la dottrina del contenimento come punto focale della politica estera statunitense, con l'eccezione di Jimmy Carter, che inizialmente proclamò che i diritti umani erano la priorità della sua amministrazione. Comunque, prima che Carter lasciasse l'incarico, egli riarticolò il focus principale della politica estera USA con la dottrina Carter, che delineava i principi di contenimento dell'espansione sovietica.

### Sviluppi successivi
La politica di contenimento statunitense si sviluppò in una opposizione di principio al tentativo di blocco da parte sovietica della propria sfera di influenza. A ogni modo, la politica soffrì degli imprevisti, e dopo l'uscita degli USA dal conflitto in Vietnam, la politica del contenimento venne in qualche modo screditata. I politici statunitensi avanzarono nuove teorie di "distensione" e "pacifica coesistenza".
Alla fine degli anni 1970 - un decennio particolarmente inefficace per la politica estera USA - venne eletto il presidente Ronald Reagan che avrebbe governato per otto anni. Reagan credeva che la distensione fosse un errore, e che la convivenza pacifica equivalesse ad arrendersi all'inarrestabile espandersi dell'influenza sovietica. Reagan credeva che la politica del contenimento non si fosse spinta abbastanza in avanti. Invece di perseguire il contenimento come risultato finale, Reagan riteneva che gli USA dovessero sconfiggere i sovietici usando una costosa corsa agli armamenti che l'URSS non poteva sostenere. Le sue politiche furono molto controverse e impopolari in molte nazioni. Esse comprendevano nuovi sistemi missilistici in Europa, e significativamente, piani per un'Iniziativa di Difesa Strategica, popolarmente nota come "guerre stellari", che avrebbe reso gli USA immuni al primo colpo. Quindi il contenimento non era abbastanza; sconfiggere l'Unione Sovietica, mandando in bancarotta la sua economia, venne introdotta come politica statunitense negli anni 1980.
Il crollo dell'Unione Sovietica nel 1991 segnò la fine ufficiale della politica del contenimento, anche se gli USA mantennero le loro basi nelle aree attorno all'ex URSS, come quelle in Islanda, Germania e Turchia. Al 2005 gli USA dispongono di almeno 700 basi militari attorno al mondo. Alcune stime suggeriscono che il loro numero sia molto più alto.
Nel mondo del dopo-guerra fredda, gli studiosi hanno discusso su fino a che punto il contenimento -- o qualche variante di tale strategia -- continui ad animare la diplomazia statunitense, in particolare nel confronto con la Cina. Durante un discorso alla Sophia University di Tokyo nel marzo 2005, Il segretario di Stato USA Condoleezza Rice pagò pieno tributo a Kennan e alla sua eredità intellettuale per poi elaborare sulla logica delle nuove alleanze che Washington stava costruendo in Asia: "[Mentre] noi guardiamo alla vita della Cina ... Io credo realmente che le relazioni USA-Giappone, le relazioni USA-Corea del Sud, le relazioni USA-India, sono tutte importanti nel creare un ambiente nel quale la Cina sia più incline a giocare un ruolo positivo piuttosto che uno negativo. Queste alleanze non sono contro la Cina; sono alleanze dedicate a stabili relazioni di sicurezza, politiche, economiche e, in effetti, fondate sui valori, che mettano la Cina nel contesto di queste relazioni e su un differente percorso di sviluppo rispetto a ciò che accadrebbe se la Cina fosse semplicemente lasciata senza guinzaglio, semplicemente operando senza quel contesto strategico." (enfasi aggiunta). Almeno un analista strategico, Siddharth Varadarajan, ha sostenuto che l'uso della parola "untethered" (senza guinzaglio) da parte della Rice "non fu fortuito". "'To tether' significa "legare una corda o una catena a un animale così da restringerne i movimenti", precisamente lo scopo che Kennan sperava di raggiungere con il 'contenimento' dell'Unione Sovietica", ha scritto Varadarajan.